# 沖縄学
沖縄学（おきなわがく）は、沖縄県（琉球）を巡る諸学問の総称。伊波普猷が1911年に『古琉球』を著して、学問として成立した。従って、伊波の学問を現在の沖縄学の源流として見る必要がある。

## 概要
琉球処分による現在の沖縄県地域の日本併合以後、現在の沖縄県民を主とする琉球人とも呼ばれた人々は、社会的な差別を受けたとされる一方で、日本国内における社会地位向上のため、積極的に本土への同化に傾倒していた。こうした時代を背景に、那覇出身の伊波は、沖縄県で歴史的に蓄積されてきた言語、民俗、文化活動を研究、考証し、主に本土側の文化との対比を通じて、その学問的意義を論証する研究分野を開拓し、本土に対する自己認識の確立を促した。伊波はその論文の中で沖縄県民に「琉球民族」の文言を用い、民族意識を称揚する一方で、学問的には「日琉同祖論」と呼ばれる観点を提唱している。「日琉同祖論」とは、沖縄県民（伊波が認識するところの「琉球民族」）が大和民族と同源の支族であることを、学問の客観性に基づいて証明するもの」としている。
総じて、伊波の研究は今日、日本国内における沖縄県のあるべき地位を論考し、提唱する思想的根幹として確立され、現在に至っている。（伊波の人となり・学問の詳細は、伊波普猷の項を参照）
伊波が論拠を求めた学問は、琉球時代の最重要テキスト『おもろさうし』の研究にはじまり、歴史学、言語学、人類学・人種学、考古学、宗教学、神話学、文化人類学（民族学）、民俗学、文学などと多岐に渡る。学際研究が重要視される近年の諸科学の趨勢に鑑みるに、伊波のこのような研究は、総合科学の先駆をなすものとして再評価する向きがある。
沖縄学の担い手は、学者・研究者に限られたものではなく、沖縄県に関わる全ての人間に開かれたものである。文化的研究にのみならず、政治、経済、法、自然環境など、入り口の分野は多くあり、沖縄と日本史、沖縄から世界を考えることができる。

## 反論
これに対し、一方で、2010年代に入り、「大和民族と琉球民族は異民族である」と主張する立場からも、「琉球民族」と言う言葉が多用されるようになっている。近年では、「琉球人」や「日本人」と言う枠組みが本質的に実在するものではなく、作られた、構築されたものであると主張する人文・社会学的研究もある。

## 関連人物
- 伊波普猷（沖縄学の父）
- 東恩納寛惇（沖縄学の先駆者。「大交易時代」の構想者）
- 真境名安興（沖縄学の先駆者）
- 宮城文（『八重山生活誌』の著者）
- 佐喜眞興英（法学史・法思想史）
- 新垣美登子（沖縄県を代表する女性作家）
- 金城朝永（言語学者）
- 金城芳子（ジャーナリスト・沖縄女性史）
- 宮良當壯（言語学者）
- 山之口貘（沖縄県を代表する詩人）
- 仲宗根政善（琉球方言学の父）
- 比嘉春潮(歴史学者）
- 仲原善忠（沖縄研究者）
- 服部四郎（言語学者）
- 外間守善（法政大学名誉教授、法政大学沖縄文化研究所所長も務めた）
- 中本正智（言語学者）
- 名嘉真三成（言語学者）
- 高良倉吉（琉球大学名誉教授、沖縄県立博物館にも在職）
- 池宮正治（琉球文学研究者）
- 沖縄県出身の人物一覧